# Federalni subjekti Rusije
Federalni subjekti Rusije, imenovani tudi subjekti Ruske federacije (rusko субъекты Российской Федерации, latinizirano: subjekti Rossijskoj Federacii) ali preprosto kot subjekti federacije (субъекты федерации, subjekti federacii), so sestavne enote Rusije, njene najvišje politične enote po ustavi Rusije. Od 18. marca 2014 Rusko federacijo po ustavi sestavlja 85 zveznih subjektov. Dva, ki sta na polotoku Krim, Sevastopol in Republika Krim, nista mednarodno priznana kot del Rusije. Kaliningrajska oblast je edini zvezni subjekt, geografsko ločen od preostale Ruske federacije z drugimi državami.
Po ruski ustavi Rusko federacijo sestavljajo republike, oblasti, okraje, avtonomna mesta, avtonomna oblast in avtonomna okrožja, ki so vsi enakopravni subjekti Ruske federacije. Tri ruska mesta zveznega pomena (Moskva, Sankt Peterburg in Sevastopol) imajo status mesta in ločenega zveznega subjekta, ki ga sestavljajo druga mesta (Zelenograd, Troick, Kronstadt, Kolpino itd.) znotraj vsakega zveznega mesta, pri čemer ostajajo starejše strukture poštnih naslovov. Leta 1993 je Ruska federacija obsegala 89 zveznih subjektov. Do leta 2008 se je število zveznih subjektov zaradi več združitev zmanjšalo na 83. Leta 2014 sta po okupaciji in sledeči aneksaciji Sevastopol in Republika Krim postala 84. in 85. zvezna subjekta Rusije, vendar ju večina mednarodne skupnosti obravnava kot okupirana ozemlja Ukrajine, v kateri sta mesto s posebnim statusom in avtonomna republika.
Vsak federalni subjekt ima svojega guvernerja (rusko губернатор – gubernator; je najvišji uradnik subjekta Ruske federacije), regionalni parlament in ustavno sodišče. Vsak  subjekt ima svojo ustavo in zakonodajo. Subjekti imajo enake pravice v odnosih z zveznimi vladnimi organi. Federalni subjekti imajo enako zastopanost – po dva delegata – v Svetu federacije, zgornjem domu Federalne skupščine. Vendar se razlikujejo po stopnji avtonomije, ki jo uživajo.
Postsovjetska Rusija je nastala v zgodovini Ruske sovjetske federativne socialistične republike znotraj ZSSR in se ni spremenila ob razpadu Sovjetske zveze leta 1991. Leta 1992 so se med tako imenovano parado suverenosti pojavila separatistična čustva in vojna zakonov znotraj Rusije, so ruske regije podpisale pogodbo o federaciji (rusko Федеративный договор - Federativnyj dogovor), ki je vzpostavila in uredila sedanjo notranjo sestavo Rusije, ki temelji na delitvi oblasti in pristojnosti med ruskimi vladnimi organi in državni organi sestavnih entitet. Pogodba o federaciji je bila vključena v besedilo ustave Ruske SFSR iz leta 1978. Sedanja ustava Rusije, sprejeta z nacionalnim referendumom 12. decembra 1993, je začela veljati 25. decembra 1993 in je odpravila model sovjetske oblasti, ki ga je leta 1918 uvedel Vladimir Lenin in je temeljil na pravici do odcepitve od države in na neomejeno suverenost zveznih subjektov (v praksi odcepitev ni bila nikoli dovoljena), kar je v nasprotju s celovitostjo države in zveznimi zakoni. Nova ustava je odpravila številne pravne konflikte, pridržala pravice regij, uvedla lokalno samoupravo in ni podelila sovjetske pravice do odcepitve od države. V poznih 90. in zgodnjih 2000-ih se je politični sistem de jure približal drugim sodobnim zveznim državam z republiško obliko vladanja v svetu. V 2000-ih je ruski parlament po politiki Vladimirja Putina in stranke Enotna Rusija (prevladujoča stranka v vseh zveznih subjektih) spremenil razporeditev davčnih prihodkov, zmanjšal število volitev v regijah in dal večjo oblast zvezne oblasti.

## Terminologija
Ustava Rusije v 5. členu pravi: »1. Rusko federacijo sestavljajo republike, oblasti, okraji, mesta zveznega pomena, avtonomna oblast in avtonomna okrožja, ki imajo enake pravice kot sestavne enote Ruske federacije.«
Člen 65 ustave Rusije navaja: »Ruska federacija vključuje naslednje subjekte Ruske federacije:«.

## Tipi
Vsak federalni subjekt spada v eno od naslednjih vrst:
| Legenda             | Opis |
| ------------------- | --- |
| 46 oblasti          | Najpogostejša vrsta federalnega subjekta z guvernerjem in lokalno izvoljeno zakonodajo. Običajno poimenovani po svojih upravnih središčih.                                                                            |
| 22 republik         | Nominalno avtonomna, vsaka ima svojo ustavo, jezik in zakonodajo, vendar jih v mednarodnih zadevah zastopa zvezna vlada. Vsak je dom določene etnične manjšine.                                                       |
| 9 okrajev           | Za vse namere in namene so regije pravno identični oblastem. Naziv "okraj" (rusko край) je zgodovinski, povezan z geografskim (mejnim) položajem v določenem obdobju zgodovine. Sedanji kraji niso povezani z mejami. |
| 4 avtonomna okrožja | Okrožja z znatnimi ali prevladujočimi etničnimi manjšinami. |
| 3 federalna mesta   | Večja mesta, ki delujejo kot ločene regije. |
| 1 avtonomna oblast  | Edina avtonomna oblast je Judovska avtonomna oblast. |

## Seznam
| Karta | Federalni subjekt                 | Tip               | Glavno mesto                     | Federalno okrožje                 | Št. prebivalcev | Površina (km²) | Delež Rusov, naslovnih narodov | Uradni jeziki |
| ----- | --------------------------------- | ----------------- | -------------------------------- | --------------------------------- | --------------- | -------------- | --- | --- |
| 1     | Adigeja                           | republika         | Majkop                           | Južno federalno okrožje           | 439.996         | 7.792          | Rusi (63,6 %), Čerkezi (25,2 %) | ruščina, adigejski jezik |
| 2     | Baškortostan                      | republika         | Ufa                              | Privolško federalno okrožje       | 4.072.292       | 142.947        | Rusi (36,1 %), Baškiri (29,5 %) | ruščina, baškirščina |
| 3     | Burjatija                         | republika         | Ulan-Ude                         | Daljnjevzhodno federalno okrožje  | 972.021         | 351.334        | Rusi (66,1 %), Burjati (30 %) | ruščina, burjatščina |
| 4     | Altaj                             | republika         | Gorno-Altajsk                    | Sibirsko federalno okrožje        | 206.168         | 92.903         | Rusi (56,6 %), Altajci (33,9 %) | ruščina, altajščina |
| 5     | Dagestan                          | republika         | Mahačkala                        | Severnokavkaško federalno okrožje | 2.910.249       | 50.270         | Avarci (29,2 %), Darginci (16,9 %), Kumiki (14,8 %), Lezgini (13,2 %), Lakci (5,5 %), Azerbajdžanci (4,5 %), Tabasarani (4,1 %), Rusi (3,6 %) | ruščina, agulščina, avarščina, azerbajdžanščina, darginščina, kumikščina, lakiščina, lezginščina, nogajščina, čečenščina in drugi |
| 6     | Ingušetija                        | republika         | Magas                            | Severnokavkaško federalno okrožje | 412.529         | 3.628          | Inguši (93,5 %), Rusi (0,8 %) | ruščina, inguščina |
| 7     | Kabardino-Balkarija               | republika         | Nalčik                           | Severnokavkaško federalno okrožje | 859.939         | 12.470         | Kabardinci (57 %), Rusi (22,5 %), Balkari (12,6 %)                                                                                            | ruščina, kabardinščina, karatčajsko-balkariški jezik                                                                              |
| 8     | Kalmikija                         | republika         | Elista                           | Južno federalno okrožje           | 289.481         | 74.731         | Kalmiki (57,4 %), Rusi (30,2 %) | ruščina, kalmiščina |
| 9     | Karačaj-Čerkezija                 | republika         | Čerkesk                          | Severnokavkaško federalno okrožje | 477.859         | 14.277         | Karačajci (40,7 %), Rusi (31,4 %), Čerkezi (11,8 %)                                                                                           | ruščina, karačajsko-balkarski jezik, kabardinščina, abasinščina, nogajščina                                                       |
| 10    | Karelija                          | republika         | Petrozavodsk                     | Severozahodno federalno okrožje   | 643.548         | 180.520        | Rusi (78,9 %), Karelijci (7,1 %) | ruščina, Karelijščina, vepščina, finščina                                                                                         |
| 11    | Komi                              | republika         | Siktivkar                        | Severozahodno federalno okrožje   | 901.189         | 416.774        | Rusi (61,7 %), Komi (22,5 %) | ruščina, komijščina (predvsem komijsko-sirsko)                                                                                    |
| 12    | Marij El                          | republika         | Joškar-Ola                       | Privolško federalno okrožje       | 696.459         | 23.375         | Rusi (45,1 %), Mari (41,8 %) | ruščina, marijščina, gornjemarijščina                                                                                             |
| 13    | Mordvinija                        | republika         | Saransk                          | Privolško federalno okrožje       | 834.755         | 26.128         | Rusi (53,2 %), Mordijci (39,9 %) | ruščina, mokšanščina, erzjanščina                                                                                                 |
| 14    | Jakutija / Saha                   | republika         | Jakutsk                          | Daljnjevzhodno federalno okrožje  | 958.528         | 3.083.523      | Jakuti (48,7 %), Rusi (36,9 %) | ruščina, jakutščina |
| 15    | Severna Osetija-Alanija           | republika         | Vladikavkaz                      | Severnokavkaško federalno okrožje | 712.980         | 7.987          | Oseti (64,5 %), Rusi (20,6 %) | ruščina, osetščina |
| 16    | Tatarstan                         | republika         | Kazan                            | Privolško federalno okrožje       | 3.786.488       | 67.847         | Tatari (53,2 %), Rusi (39,7 %) | ruščina, tatarščina |
| 17    | Tuva                              | republika         | Kizil                            | Sibirsko federalno okrožje        | 307.930         | 168.604        | Tuvinci (81,0 %), Rusi (16,1 %) | ruščina, tuvinščina |
| 18    | Udmurtija                         | republika         | Iševsk                           | Privolško federalno okrožje       | 1.521.420       | 42.061         | Rusi (60 %), Udmurti (27, 1 %) | ruščina, udmurtščina |
| 19    | Hakasija                          | republika         | Abakan                           | Sibirsko federalno okrožje        | 532.403         | 61.569         | Rusi (79,6 %), Hakasi (12 %) | ruščina, hakaščina |
| 20    | Čečenija                          | republika         | Grozni                           | Severnokavkaško federalno okrožje | 1.268.989       | 15.647         | Čečeni (95,1 %), Rusi (1,9 %) | ruščina, čečenščina |
| 21    | Čuvašija                          | republika         | Čeboksari                        | Privolško federalno okrožje       | 1.251.619       | 18.343         | Čuvaši (65,1 %), Rusi (25,8 %) | ruščina, čuvaščina |
|       | Krim                              | republika         | Simferopol                       | Južno federalno okrožje           | 1.889.400       | 26.080         | Rusi (58,5 %), Ukrajinci (24,4 %), Krimski Tatari (12,1 %)                                                                                    | ruščina, ukrajinščina, krimska tatarščina                                                                                         |
| 22    | Altajski okraj                    | okraj             | Barnaul                          | Sibirsko federalno okrožje        | 2.419.755       | 167.996        | Rusi (92 %) | ruščina |
| 23    | Krasnodarski okraj                | okraj             | Krasnodar                        | Južno federalno okrožje           | 5.226.647       | 75.485         | Rusi (86,6 %) | ruščina |
| 24    | Krasnojarski okraj                | okraj             | Krasnojarsk                      | Sibirsko federalno okrožje        | 2.828.187       | 2.366.797      | Rusi (88,9 %) | ruščina |
| 25    | Primorski okraj                   | okraj             | Vladivostok                      | Daljnjevzhodno federalno okrožje  | 1.956.497       | 164.673        | Rusi (88,9 %) | ruščina |
| 26    | Stavropolski okraj                | okraj             | Stavropol                        | Severnokavkaško federalno okrožje | 2.786.281       | 66.160         | Rusi (80,9 %) | ruščina |
| 27    | Habarovski okraj                  | okraj             | Habarovsk                        | Daljnjevzhodno federalno okrožje  | 1.343.869       | 787.633        | Rusi (91,8 %) | ruščina |
| 90    | Permski okraj                     | okraj             | Perm                             | Privolško federalno okrožje       | 2.635.276       | 160.236        | Rusi (87,1 %), Komi-Permjaki (3,2 %) | ruščina, komijščina |
| 91    | Kamčatski okraj                   | okraj             | Petropavlovsk-Kamčatski          | Daljnjevzhodno federalno okrožje  | 322.079         | 464.275        | Rusi (78,4 %), Korjaki (2,1 %) | ruščina, korjakščina |
| 92    | Zabajkalski okraj                 | okraj             | Čita                             | Daljnjevzhodno federalno okrožje  | 1.107.107       | 431.892        | Rusi (89,9 %) | ruščina |
| 28    | Amurska oblast                    | oblast            | Blagoveščensk                    | Daljnjevzhodno federalno okrožje  | 830.103         | 361.913        | Rusi (93,43 %) | ruščina |
| 29    | Arhangelska oblast                | oblast            | Arhangelsk                       | Severozahodno federalno okrožje   | 1.227.626       | 413.103        | Rusi (93,58 %) | ruščina |
| 30    | Astrahanska oblast                | oblast            | Astrahan                         | Južno federalno okrožje           | 1.010.073       | 49.024         | Rusi (67,6 %) | ruščina |
| 31    | Belgorodska oblast                | oblast            | Belgorod                         | Osrednje federalno okrožje        | 1.532.526       | 27.134         | Rusi (91,66 %) | ruščina |
| 32    | Brjanska oblast                   | oblast            | Brjansk                          | Osrednje federalno okrožje        | 1.278.217       | 34.857         | Rusi (94,67 %) | ruščina |
| 33    | Vladimirska oblast                | oblast            | Vladimir                         | Osrednje federalno okrožje        | 1.443.693       | 29.084         | Rusi (89,27 %) | ruščina |
| 34    | Volgograjska oblast               | oblast            | Volgograd                        | Južno federalno okrožje           | 2.610.161       | 112.877        | Rusi (88,47 %) | ruščina |
| 35    | Vologdska oblast                  | oblast            | Vologda                          | Severozahodno federalno okrožje   | 1.202.444       | 144.527        | Rusi (92,53 %) | ruščina |
| 36    | Voroneška oblast                  | oblast            | Voronež                          | Osrednje federalno okrožje        | 2.335.380       | 52.216         | Rusi (90,97 %) | ruščina |
| 37    | Ivanovska oblast                  | oblast            | Ivanovo                          | Osrednje federalno okrožje        | 1.061.651       | 21.437         | Rusi (90,63 %) | ruščina |
| 38    | Irkutska oblast                   | oblast            | Irkutsk                          | Sibirsko federalno okrožje        | 2.428.750       | 774.846        | Rusi (82,28 %) | ruščina |
| 39    | Kaliningrajska oblast             | oblast            | Kaliningrad                      | Severozahodno federalno okrožje   | 941.873         | 15.125         | Rusi (86,43 %) | ruščina |
| 40    | Kaluška oblast                    | oblast            | Kaluga                           | Osrednje federalno okrožje        | 1.010.930       | 29.777         | Rusi (85,96 %) | ruščina |
| 42    | Kemerovska oblast                 | oblast            | Kemerovo                         | Sibirsko federalno okrožje        | 2.763.135       | 95.725         | Rusi (91,8 %) | ruščina |
| 43    | Kirovska oblast                   | oblast            | Kirov                            | Privolško federalno okrožje       | 1.341.312       | 120.374        | Rusi (89,44 %) | ruščina |
| 44    | Kostromska oblast                 | oblast            | Kostroma                         | Osrednje federalno okrožje        | 667.562         | 60.211         | Rusi (93,24 %) | ruščina |
| 45    | Kurganska oblast                  | oblast            | Kurgan                           | Uralsko federalno okrožje         | 910.807         | 71.488         | Rusi (90,44 %) | ruščina |
| 46    | Kurska oblast                     | oblast            | Kursk                            | Osrednje federalno okrožje        | 1.127.081       | 29.997         | Rusi (91,97 %) | ruščina |
| 47    | Leningrajska oblast               | oblast            | Sankt Peterburg (ni del oblasti) | Severozahodno federalno okrožje   | 1.716.868       | 83.908         | Rusi (86,55 %) | ruščina |
| 48    | Lipecka oblast                    | oblast            | Lipeck                           | Osrednje federalno okrožje        | 1.173.513       | 24.047         | Rusi (92,55 %) | ruščina |
| 49    | Magadanska oblast                 | oblast            | Magadan                          | Daljnjevzhodno federalno okrožje  | 156.996         | 462.464        | Rusi (80,2 %) | ruščina |
| 50    | Moskovska oblast                  | oblast            | Moskva (ni del oblasti)          | Osrednje federalno okrožje        | 7.095.120       | 45.799         | Rusi (91 %) | ruščina |
| 51    | Murmanska oblast                  | oblast            | Murmansk                         | Severozahodno federalno okrožje   | 795.409         | 144.902        | Rusi (80,75 %) | ruščina |
| 52    | Niženovgorodska oblast            | oblast            | Nižni Novgorod                   | Privolško federalno okrožje       | 3.310.597       | 76.624         | Rusi (93,93 %) | ruščina |
| 53    | Novgorodska oblast                | oblast            | Veliki Novgorod                  | Severozahodno federalno okrožje   | 634.111         | 54.501         | Rusi (88,36 %) | ruščina |
| 54    | Novosibirska oblast               | oblast            | Novosibirsk                      | Sibirsko federalno okrožje        | 2.665.911       | 177.756        | Rusi (88,74 %) | ruščina |
| 55    | Omska oblast                      | oblast            | Omsk                             | Sibirsko federalno okrožje        | 1.977.665       | 141.140        | Rusi (83,34 %) | ruščina |
| 56    | Orenburška oblast                 | oblast            | Orenburg                         | Privolško federalno okrožje       | 2.033.072       | 123.702        | Rusi (74,74 %) | ruščina |
| 57    | Orjolska oblast                   | oblast            | Orjol                            | Osrednje federalno okrožje        | 786.935         | 24.652         | Rusi (93,91 %) | ruščina |
| 58    | Penzenska oblast                  | oblast            | Penza                            | Privolško federalno okrožje       | 1.386.186       | 43.352         | Rusi (84,09 %) | ruščina |
| 60    | Pskovska oblast                   | oblast            | Pskov                            | Severozahodno federalno okrožje   | 673.423         | 55.399         | Rusi (91,54 %) | ruščina |
| 61    | Rostovska oblast                  | oblast            | Rostov na Donu                   | Južno federalno okrožje           | 4.277.976       | 100.967        | Rusi (88,72 %) | ruščina |
| 62    | Rjazanska oblast                  | oblast            | Rjazan                           | Osrednje federalno okrožje        | 1.154.114       | 39.605         | Rusi (88,98 %) | ruščina |
| 63    | Samarska oblast                   | oblast            | Samara                           | Privolško federalno okrožje       | 3.215.532       | 53.565         | Rusi (82,26 %) | ruščina |
| 64    | Saratovska oblast                 | oblast            | Saratov                          | Privolško federalno okrožje       | 2.521.892       | 101.240        | Rusi (85,3 %) | ruščina |
| 65    | Sahalinska oblast                 | oblast            | Južno-Sahalinsk                  | Daljnjevzhodno federalno okrožje  | 497.973         | 87.101         | Rusi (82,29 %) | ruščina |
| 66    | Sverdlovska oblast                | oblast            | Jekaterinburg                    | Uralsko federalno okrožje         | 4.297.747       | 194.307        | Rusi (85,74 %) | ruščina |
| 67    | Smolenska oblast                  | oblast            | Smolensk                         | Osrednje federalno okrožje        | 985.537         | 49.779         | Rusi (90,68 %) | ruščina |
| 68    | Tambovska oblast                  | oblast            | Tambov                           | Osrednje federalno okrožje        | 1.091.994       | 34.462         | Rusi (94,97 %) | ruščina |
| 69    | Tverska oblast                    | oblast            | Tver                             | Osrednje federalno okrožje        | 1.353.392       | 84.201         | Rusi (86,6 %) | ruščina |
| 70    | Tomska oblast                     | oblast            | Tomsk                            | Sibirsko federalno okrožje        | 1.047.394       | 314.391        | Rusi (88,1 %) | ruščina |
| 71    | Tulska oblast                     | oblast            | Tula                             | Osrednje federalno okrožje        | 1.553.925       | 25.679         | Rusi (94,1 %) | ruščina |
| 72    | Tjumenska oblast                  | oblast            | Tjumen                           | Uralsko federalno okrožje         | 1.340.608       | 160.122        | Rusi (79,52 %) | ruščina |
| 73    | Uljanovska oblast                 | oblast            | Uljanovsk                        | Privolško federalno okrožje       | 1.292.799       | 37.181         | Rusi (69,71 %) | ruščina |
| 74    | Čeljabinska oblast                | oblast            | Čeljabinsk                       | Uralsko federalno okrožje         | 3.476.217       | 88.529         | Rusi (81,41 %) | ruščina |
| 76    | Jaroslaveljska oblast             | oblast            | Jaroslavelj                      | Osrednje federalno okrožje        | 1.272.468       | 36.177         | Rusi (92,12 %) | ruščina |
| 77    | Moskva                            | avtonomno mesto   | -                                | Osrednje federalno okrožje        | 11.503.501      | 2.510          | Rusi (84,83 %) | ruščina |
| 78    | Sankt Peterburg                   | avtonomno mesto   | -                                | Severozahodno federalno okrožje   | 4.879.566       | 1.431          | Rusi (89,1 %) | ruščina |
|       | Sevastopol                        | avtonomno mesto   | -                                | Južno federalno okrožje           | 416.263         | 864            | Rusi (81,1 %), Ukrajinci (14,2 %), Krimski Tatari (0,8 %)                                                                                     | ruščina, ukrajinščina |
| 79    | Judovska avtonomna oblast         | avtonomna oblast  | Birobidžan                       | Daljnjevzhodno federalno okrožje  | 176.558         | 36.266         | Rusi (90,7 %), Judje (0,9 %) | ruščina |
| 83    | Nenško avtonomno okrožje          | avtonomno okrožje | Narjan-Mar                       | Severozahodno federalno okrožje   | 42.090          | 176.810        | Rusi (62,4 %), Nenci (18,7 %) | ruščina, nenščina |
| 86    | Hanti-Mansijsko avtonomno okrožje | avtonomno okrožje | Hanti-Mansijsk                   | Uralsko federalno okrožje         | 1.532.243       | 534.801        | Rusi (63,6 %), Hanti (1,2 %), Mansi (0,7 %)                                                                                                   | ruščina, hantiščina, mansijščina                                                                                                  |
| 87    | Čukotsko avtonomno okrožje        | avtonomno okrožje | Anadir                           | Daljnjevzhodno federalno okrožje  | 50.526          | 721.481        | Rusi (51,9 %), Čukči (23,5 %) | ruščina, čukotščina |
| 89    | Jamalo-Nenško avtonomno okrožje   | avtonomno okrožje | Salehard                         | Uralsko federalno okrožje         | 522.904         | 769.250        | Rusi (59,7 %), Nenci (5,7 %) | ruščina, nencijščina |

## Vir
- 12 декабря 1993 г. «Конституция Российской Федерации», в ред. Федерального конституционного закона №7-ФКЗ от 30 декабря 2008 г. Вступил в силу со дня официального опубликования. Опубликован: "Российская газета", №237, 25 декабря 1993 г. (December 12, 1993 Constitution of the Russian Federation, as amended by the Federal Constitutional Law #7-FKZ of December 30, 2008. Effective as of the official publication date.).